# Parafia Nawiedzenia Najświętszej Maryi Panny w Lubsku
Parafia Nawiedzenia Najświętszej Maryi Panny w Lubsku – jedna z dwóch rzymskokatolickich parafii w mieście Lubsko, należąca do dekanatu Lubsko diecezji zielonogórsko-gorzowskiej, metropolii szczecińsko-kamieńskiej w Polsce, erygowana 25 sierpnia 1989.

## Historia
Początki parafii w Lubsku sięgają XI w. Wzmianki udokumentowanej działalności parafii pochodzą z 1315 r. Kościół z XIV w. spłonął wraz z całym miastem 10 lipca 1496 r. Odbudowywany przez 20 lat został poświęcony w 1517 r. Kościół ten wbudowany w obecny budynek kościoła Mariackiego stoi do dziś. W 1541 r., po przejściu parafii na protestantyzm, kościół został zamieniony na zbór. Od 1945 r. parafię zamieszkują Polacy wyznania katolickiego.